# Gråbergstjärnen, Lappland
Gråbergstjärnen är en sjö i Sorsele kommun i Lappland och ingår i Skellefteälvens huvudavrinningsområde.